# イントレピッド級
イントレピッド級（イントレピッドきゅう、英語: Intrepid class）は、アメリカのSFドラマ・映画『スタートレック』シリーズに登場する、惑星連邦宇宙艦隊保有の架空の宇宙艦の艦級名の一つである。『スタートレック:ヴォイジャー』のU.S.S.ヴォイジャー NCC-74656に代表される。

## 概要
全長344m、質量70万t、デッキ数15、乗員150名。
主に深宇宙における科学調査および連絡・通信を目的とした艦。船体規模としては中型ではあるが用途の為に高速である特長があり、外見の特徴として、第1船体がそれまで主流であった円盤型ではなく丸みを帯びた三角形（弾丸型）をしており、ドーサルネックなしで第2船体と接続している。第2船体の船首側には、船体に対して大型なデフレクター盤が設置され、船尾側には船体に対して小振りなワープナセルが接続される。ワープナセルは通常は船体に対して水平の角度で設置されているが、ワープをする際には上向きに30度ほど持ち上がる。
2370年までに1番艦U.S.S.イントレピッドNCC-74600、2371年に2番艦U.S.S.ヴォイジャーNCC-74656が就役。

### ワープドライブ
イントレピッド級はクラス9のワープドライブを搭載し、宇宙艦隊屈指のワープスピードを誇る。巡航速度はワープ6（光速の392倍）～ワープ8（光速の1024倍）と他の連邦艦に比べて非常に速い。緊急時にはワープ9.9（光速の3053倍）もの速度を数日間安定して出すことができ、最高でワープ9.975（光速の5754倍）の速度を12時間維持できる。
また「可変静翼ワープナセル」という可動式のワープナセルという新技術が採用されている。これにより船体周囲に張り出すワープフィールドを常に最適形状に維持することができる。

### 武装
タイプ10フェイザー、クラス6光子魚雷、マルチフェイズシールドといった24世紀後期の連邦宇宙艦の標準的な装備が搭載されている。

### 着陸機能
イントレピッド級は第1船体と第2船体という区分はあるものの、船体分離機能を持たない。その代わりに連邦宇宙艦としては異例の大気圏突入、惑星表面に着陸する機能を持っている（同時期に開発されたディファイアント級宇宙艦にも惑星への着陸能力がある。）。

### バイオ神経回路
コンピュータは従来のアイソリニアオプティカルチップに加えて、バイオ神経回路という装置が使われている。これは「生物的な最良選択」をさせることで情報処理速度を速めるシステムである。

## イントレピッド級宇宙艦一覧
U.S.S.イントレピッド（U.S.S.Intrepid NX-74600→NCC-74600）
イントレピッド級の1番艦。劇場版第10作『ネメシス/S.T.X』に登場。2379年、シミターを迎撃するためセクター1045に集結したオメガ戦闘群に参加。
U.S.S.ヴォイジャー（U.S.S.Voyager NCC-74656）
イントレピッド級の2番艦。
U.S.S.ベレロフォン（U.S.S.Bellerophon NCC-74705）
艦名はギリシア神話のベレロポーンに由来している。
『スタートレック:ディープ・スペース・ナイン』第166話「闇からの指令」で登場。2375年、ベイジョー星系の宇宙ステーションDS9よりウィリアム・ロス提督、ジュリアン・ベシア、スローンをロミュラスへと運んだ。このシーンが作られた際、宇宙航行中の映像ならびに艦内セットは同時期に製作中の『スタートレック:ヴォイジャー』のU.S.S.ヴォイジャーのものが流用された。